# Réseau lexical
Un réseau lexical est une structure qui recense les relations lexicales et sémantiques qui existent entre les mots d'une même langue.
Un tel réseau est un graphe, dont les nœuds correspondent à des termes et les arcs à des types de relations entre ces termes.
Ainsi, les associations d'idées que l'on peut faire avec un terme donné constituent le plus élémentaire des types de relations du réseau. (par exemple, le terme chat est un nœud relié aux nœuds miauler, félin, griffe, litière, ronronner, minou, souris, croquettes, animal de compagnie, etc. par des arcs correspondant à la relation idées associées).

## Exemples
- Réseau lexical de JeuxDeMots